# Рамоти (Підляське воєводство)
Рамоти (пол. Ramoty) — село в Польщі, у гміні Стависьки Кольненського повіту Підляського воєводства.
Населення — 105 осіб (2011).
У 1975-1998 роках село належало до Ломжинського воєводства.

## Демографія
Демографічна структура станом на 31 березня 2011 року:
|          | Загалом | Допрацездатний вік | Працездатний вік | Постпрацездатний вік |
| -------- | ------- | ------------------ | ---------------- | -------------------- |
| Чоловіки | 52      | 14                 | 34               | 4                    |
| Жінки    | 53      | 11                 | 35               | 7                    |
| Разом    | 105     | 25                 | 69               | 11                   |